# Dolní Les

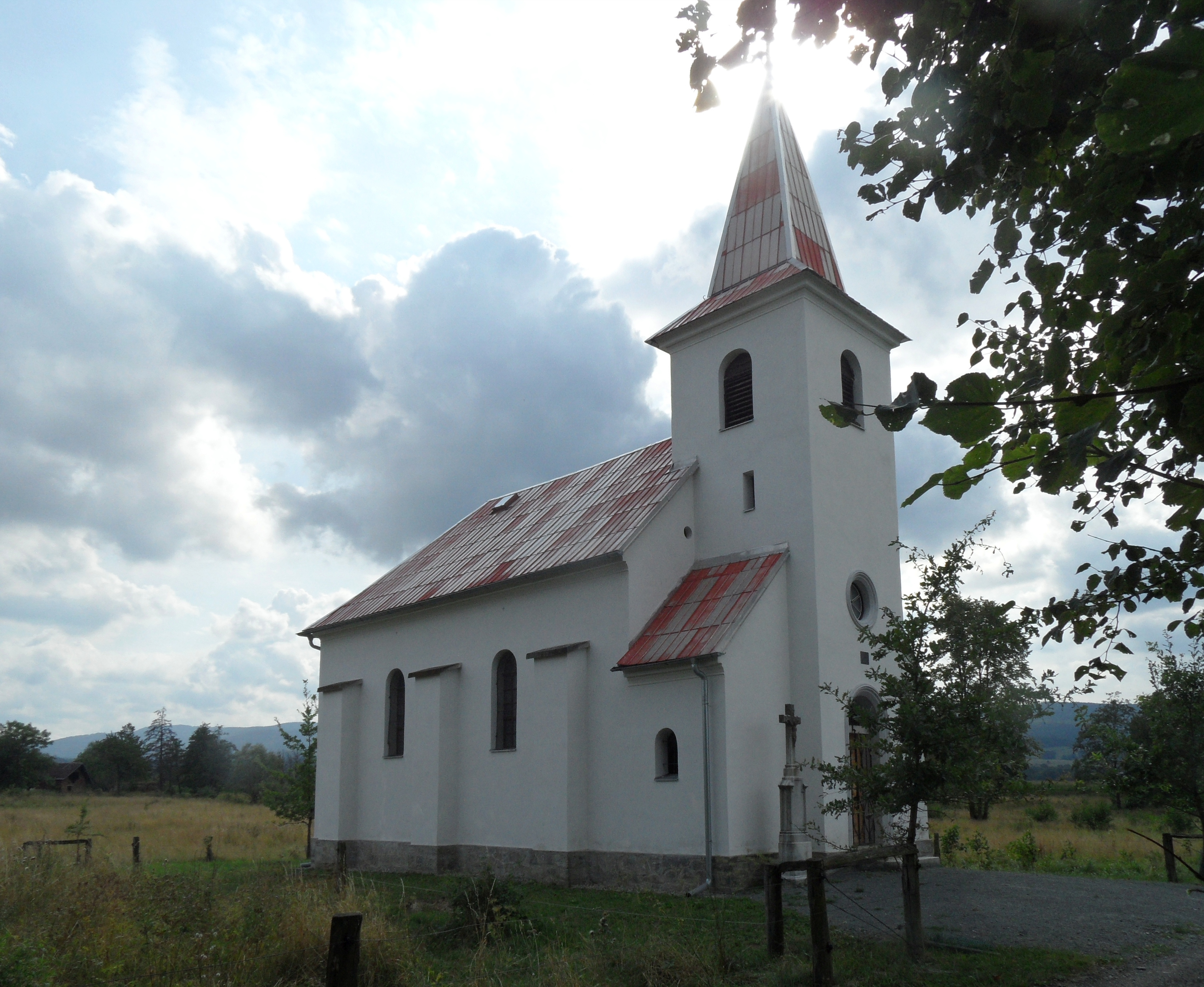
Kirche der Unbefleckten Empfängnis Mariens

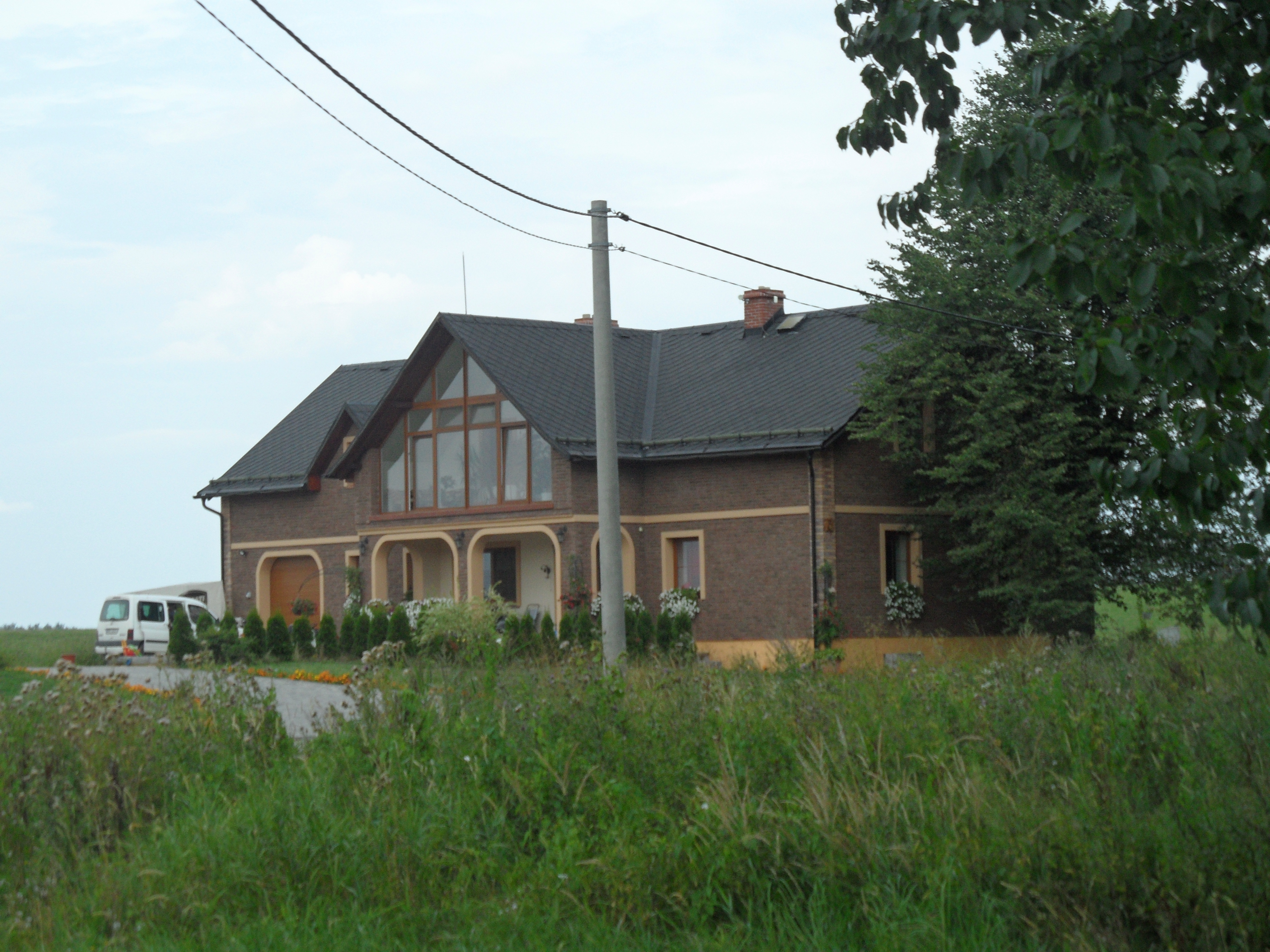
Wohnhaus in Dolní Les

Dolní Les, bis 1948 Niederwald ist ein Ortsteil der Gemeinde Vlčice in Tschechien. Er liegt sechseinhalb Kilometer südöstlich von Javorník und gehört zum Okres Jeseník.

## Geographie
Dolní Les befindet sich in der Žulovská pahorkatina (Friedeberger Hügelland) zwischen den Tälern der Bäche Vojtovický potok (Hutwasser) und Studená voda (Kaltwasser). Die Streusiedlung erstreckt sich um den Teich Dolnoleský rybník. Nordöstlich erhebt sich der U obrázku (361 m n.m.), im Südosten der Rohatec (Schoberberg, 364 m n.m.) und die Kaní hora (Hutberg, 476 m n.m.), südlich der Lánský vrch (Hubenberg, 422 m n.m.) sowie im Südwesten der Kokeš (Hühnerkoppe, 651 m n.m.) und der Suť (Steingerütte, 717 m n.m.).
Nachbarorte sind Buková (Buchsdorf) im Norden, Hukovice im Nordosten, die Wüstung Annín (Annaberg) und Kobylá nad Vidnavkou im Osten, Tomíkovice im Südosten, Sedmlánů im Süden, Bergov im Südwesten, Vlčice im Westen sowie Uhelná, Domkáři (Priebnerleiten) und Dolní Fořt (Nieder Forst) im Nordwesten.

## Geschichte
Die erste Erwähnung des zum fürstbischöflichen Lehngut Wildschütz gehörigen Hofes Niederwald erfolgte im Jahre 1567. Zum Ende des 16. Jahrhunderts ließen die Herren von Maltitz bei dem Hof eine Siedlung von Dreschern und Gärtnern anlegen, die 1599 erstmals genannt wurde. Gelegentlich wurde der Ort auch Neu Waltersdorf oder Niederwaldersdorf genannt. Seit dem Ende des 18. Jahrhunderts bildete Niederwald eine eigene Katastralgemeinde.
Im Jahre 1836 bestand das Dorf Niederwald bzw. Niederwaldersdorf aus 39 zerstreut um einen Teich liegenden Häusern, in denen 272 deutschsprachige Personen lebten. Haupterwerbsquellen waren der ertragreiche Ackerbau sowie verschiedene Gewerbe. Pfarr-, Schul- und Gerichtsort war Wildschütz. Bis zur Mitte des 19. Jahrhunderts blieb Niederwald der Herrschaft Wildschütz untertänig.
Nach der Aufhebung der Patrimonialherrschaften bildete Niederwald ab 1849 einen Ortsteil der Gemeinde Wildschütz im Gerichtsbezirk Jauernig. Ab 1869 gehörte das Dorf zum Bezirk Freiwaldau. Zu dieser Zeit hatte Niederwald 191 Einwohner und bestand aus 39 Häusern. Der zum Ende des 19. Jahrhunderts eingeführte tschechische Ortsname Dolní Valteřice blieb gänzlich ungebräuchlich. Im Jahre 1900 lebten in Niederwald 181 Personen, 1910 waren es 159. 1905 wurde die Kapelle geweiht.
Beim Zensus von 1921 lebten in den 43 Häusern des Dorfes 161 Deutsche. 1930 hatte Niederwald 174 deutsche Einwohner und bestand aus 39 Häusern. Nach dem Münchner Abkommen wurde das Dorf 1938 dem Deutschen Reich zugesprochen und gehörte bis 1945 zum Landkreis Freiwaldau. Nach dem Ende des Zweiten Weltkrieges kam Niederwald zur Tschechoslowakei zurück; die meisten der deutschsprachigen Bewohner wurden 1945/46 vertrieben. Die Neubesiedlung gelang nur in geringem Umfang. Im Jahre 1948 erfolgte die Umbenennung in Dolní Les. 1950 lebten in den 35 Häusern des Dorfes nur noch 90 Personen. Die verlassenen Häuser wurden von der Armee zerstört. Bei der Gebietsreform von 1960 wurde der Okres Jeseník aufgehoben und Dolní Les in den Okres Šumperk eingegliedert. 1970 gab es in Dolní Les nur noch 6 Wohnhäuser. Zwischen 1985 und 1990 war das Dorf nach Javorník eingemeindet. Seit 1996 gehört Dolní Les wieder zum Okres Jeseník. Beim Zensus von 2001 lebten in den 9 Wohnhäusern des Dorfes 12 Personen. Insgesamt besteht Dolní Les heute aus 11 Häusern.

## Ortsgliederung
Der Ortsteil Dolní Les bildet einen Katastralbezirk.

## Sehenswürdigkeiten
- Kirche der Unbefleckten Empfängnis Mariens, errichtet 1905
- Steinkreuz vor der Kirche, geschaffen 1917